# フィリップ・ヤングハズバンド
フィリップ・ヤングハズバンド（Philip Younghusband、1987年8月4日 - ）は、イングランド・アシュフォード出身のサッカー選手。元フィリピン代表。現役時代のポジションはFW。
兄のジェームズ・ヤングハズバンドもフィリピン代表サッカー選手である。

## 経歴
1987年8月4日にイギリス人の父とフィリピン人の母との間に、イングランドのアシュフォードで生まれた。
若くしてサッカーを始めたフィリップはロンドンに拠点をおく名門チェルシーFCの下部組織に入団する。彼は2003/2004シーズンにユースチーム内での得点王に輝き、2004年11月に2軍であるリザーブチームに昇格する。2005/2006シーズンには、リザーブリーグで21試合に出場（その内先発は18試合）し、5得点を挙げる。また、ユースチームの試合にも出場している。
チェルシー退団後はしばらく無所属の状態が続いていたが、2011年以降、兄のジェームズとともにユナイテッド・フットボールリーグおよびフィリピン・フットボールリーグに活動の場を移し、スマート・サン・ベダFC、ロヨラ・メラルコ・スパークスFC（後にFCメラルコ・マニラに改称）、ダバオ・アギラスFCを渡り歩いた。2012年には17試合で23ゴールを記録し得点王となった。
2018年末にダバオ・アギラスが突如解散してから無所属の状態が続いていたが、2019年11月18日、32歳で現役引退を表明。

### 代表
ヤングハズバンド兄弟はともに2005年に開催された東南アジア競技大会に出場するフィリピンU-23代表に初選出された。フィリップ・ヤングハズバンドはマレーシア戦で2ゴールをあげる活躍を見せた。彼は現在フィリピン代表の一員としてプレーしている。
AFCチャレンジカップ2012では6得点を上げ、同大会得点王に輝き、フィリピンの3位に大きく貢献した。